# Jeanette Nolan

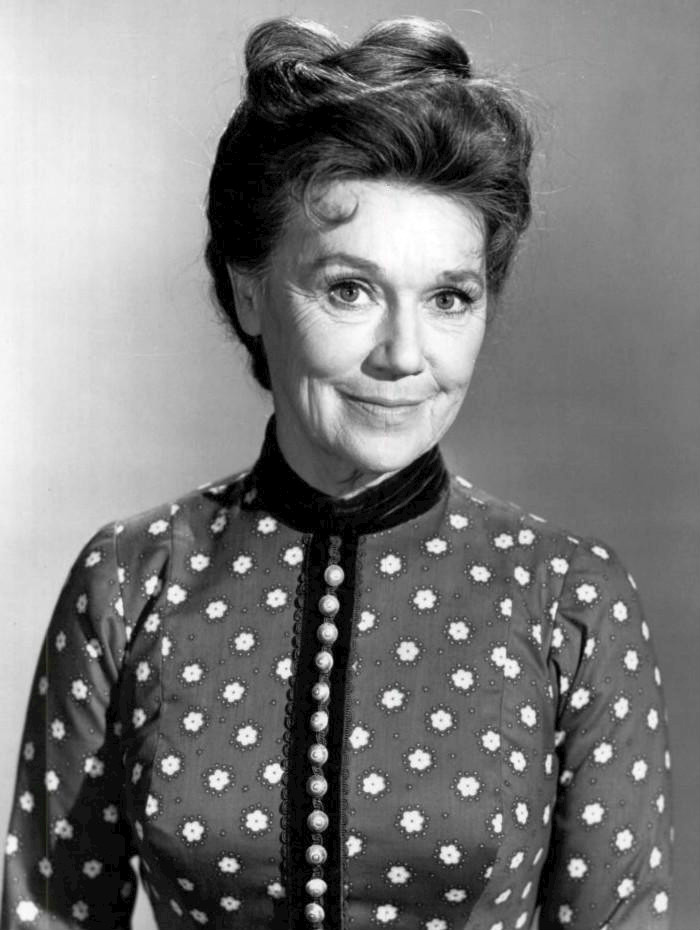
Jeanette Nolan som Holly Grainger i säsongerna 6–8 av westernserien The Virginian.

Jeanette Nolan, född 30 december 1911 i Los Angeles i Kalifornien, död 5 juni 1998, var en amerikansk skådespelerska.

## Filmografi i urval
- 1948 – Macbeth
- 1948 – I mitt hjärta det sjunger
- 1950 – Tills döden skiljer oss åt
- 1952 – Hela världen är förälskad
- 1953 – Polishämnaren
- 1956 – Mannen som var lagen
- 1957 – Det omringade fortet
- 1957 – De djärvas ranch
- 1958 – Attack över havet
- 1961 – Storsvindlaren
- 1961 – Två red tillsammans
- 1962 – Mannen som sköt Liberty Valance
- 1963 – Anklagelsen är mord
- 1963–1970 – The Virginian (TV-serie) (27 avsnitt)
- 1976 – Hämndens vindar
- 1977 – Manitou - indianernas djävulsrit
- 1977 – Bernard och Bianca (röst)
- 1978 – Lavinen
- 1981 – Micke och Molle - vänner när det gäller (röst)
- 1981 – Avslöjandet
- 1989 – Street Justice
- 1998 – Mannen som kunde tala med hästar